# تيوت (تيوت)
تيوت هي إحدى مشيخات المملكة المغربية، تتبع جغرافيا لإقليم تارودانت وإداريًا لتيوت. يقدر عدد سكانها بـ 2817 نسمة حسب الإحصاء الرسمي للسكان والسكنى لسنة 2004.